# Dany Saval

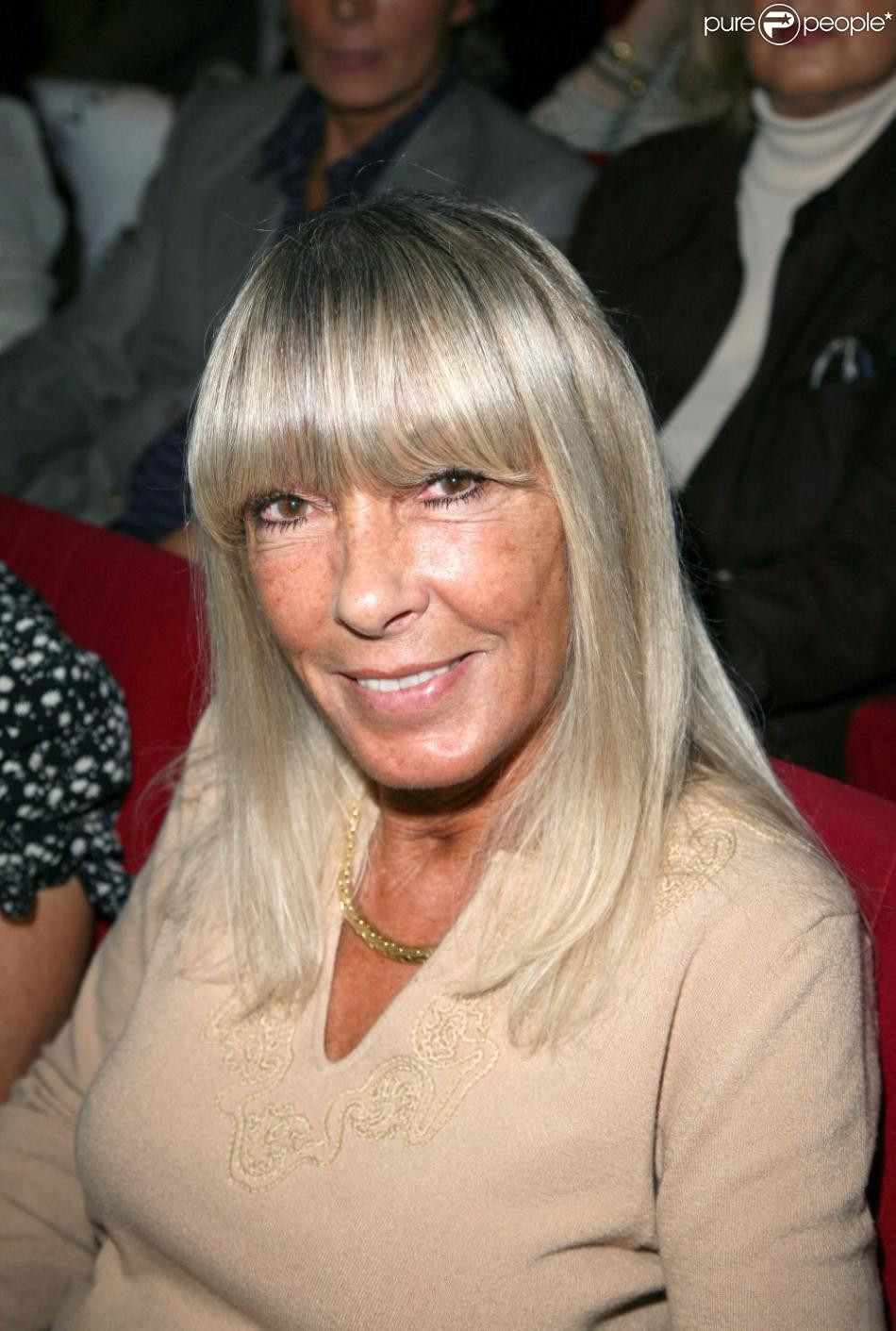
Dany Saval (2015)

Dany Saval (* 5. Januar 1942 in Paris, eigentlich Danielle Nadine Suzanne Savalle) ist eine ehemalige französische Schauspielerin der 1950er, 1960er, 1970er und 1980er Jahre.

## Leben
Sie war ursprünglich Tänzerin und trat 1950 am Théâtre Mogador und 1953 im Moulin Rouge auf. Sie besuchte die Opernschule, kam in der Comédie-Française zum Einsatz und machte eine USA-Tournee. Bei René Simon nahm sie Schauspielunterricht und gab 1958 ihr Debüt in Wenn die Flut kommt (L'eau vive), des französischen Regisseurs François Villiers, welcher 1959 den Golden Globe für den besten fremdsprachigen Film gewann.
Dany Saval spielte hauptsächlich in Komödien sowie in Liebesfilmen und Intrigengeschichten. In französischen Produktionen war sie oft Hauptdarstellerin. Dem nichtfranzösischen Publikum in Europa und den USA dürfte Dany Saval hauptsächlich als eine von drei Stewardessen in der US-amerikanischen Komödie Boeing-Boeing (nach dem gleichnamigen Bühnenstück von Marc Camoletti) in Erinnerung sein. In dieser Hal Wallis Produktion von 1965, spielte sie an der Seite von Tony Curtis, Jerry Lewis, Thelma Ritter, Christiane Schmidtmer und Suzanna Leigh.
Aus ihrer ersten, 1965 bis 1967 dauernden Ehe mit dem Filmkomponisten Maurice Jarre stammt ihre Tochter Stéfanie Jarre. Dany Saval, die sich zwischenzeitlich aus dem Filmgeschäft zurückgezogen hat, ist in zweiter Ehe mit dem Journalisten Michel Drucker verheiratet und lebt noch immer in Paris.
Zu Beginn der 1970er Jahre nahm Saval auch einige Singles auf.

## Filmografie (Auswahl)
- 1958: Wenn die Flut kommt (L’eau vive)
- 1958: Der Tag und die Nacht (Le miroir à deux faces)
- 1958: Die sich selbst betrügen (Les tricheurs)
- 1959: Ich begehre dich (Asphalte)
- 1959: Grüne Ernte (La verte moisson)
- 1959: Nathalie spielt Geheimagentin (Nathalie, agent secret)
- 1960: Reporter, Mord und Mannequins (La dragée haute)
- 1960: Die kleinen Sünderinnen (Les portes claquent)
- 1961: Mondgeflüster (Moon Pilot)
- 1961: Dans la gueule du loup
- 1961: Die drei Wahrheiten (Le puits aux trois vérités)
- 1961: Mitternachtsmörder (Pleins feux sur l’assassin)
- 1962: Hübscher als die Polizei erlaubt (Comment réussir en amour)
- 1962: En passant par Paris
- 1962: L’inspecteur Leclerc enquête (eine Folge)
- 1962: Pariserinnen (Les Parisiennes)
- 1962: Die sieben Todsünden (Les sept péchés capitaux)
- 1963: Diamanten-Story (Cherchez l’idole)
- 1963: Der Mord, der zweimal geschah (Constance aux enfers)
- 1963: Futter für süße Vögel (Du mouron pour les petits oiseaux)
- 1963: Das Mädchen Ariane (Strip-tease)
- 1964: Jaloux comme un tigre
- 1964: Bei Oscar ist ’ne Schraube locker (Une souris chez les hommes)
- 1965: Boeing-Boeing
- 1965: Caroline und die Männer über vierzig (Moi et les hommes de 40 ans)
- 1970: Les saintes chéries (eine Folge)
- 1970: Prune (Fernsehserie)
- 1971: Au théâtre ce soir (eine Folge)
- 1972: Avec le cœur
- 1972: Halleluja… Amigo (Si può fare… amigo!)
- 1974: Graf Yoster gibt sich die Ehre (Folge: Briefe aus dem Dunkel)
- 1976: La vérité tient à un fil
- 1977: Ein irrer Typ (L’animal)
- 1977: La vie parisienne
- 1978: Amours sous la révolution: Les quatre dans une prison
- 1978: Plein les poches pour pas un rond
- 1979: Ciao, les mecs
- 1980: Inspektor Loulou – Die Knallschote vom Dienst (Inspecteur la Bavure)
- 1980: Voulez-vous un bébé Nobel?
- 1981: Signé Furax
- 1981: Société amoureuse à responsabilité limitée
- 1983: Pauvre Eros
- 1987: La baleine blanche